# Bibliographie sur Saint-Martin
Cette bibliographie sur Saint-Martin, non exhaustive, propose une liste d'ouvrages et d'articles classés par thèmes puis alphabétiquement (excepté pour les « anciens chroniqueurs » et les « Guides de tourismes » qui sont classés par ordre chronologique). Ajout des codes ISBN et ISSN quand ils sont connus.

## Histoire

### Période précoloniale (avant 1620) - Archéologie
- (en) Corinne L. Hofman et Menno L.P. Hoogland, Archaeological investigations on St. Martin (Lesser Antilles) : The sites of Norman Estate, Anse des Peres and Hope Estate with a contribution to the "La Hueca Problem" [« Recherches archéologiques sur Saint-Martin »], Leyde, Rijksuniversiteit Leiden, faculté d'archéologie, coll. « Archaeological studies Leiden University », décembre 1999, 329 p. (ISBN 9-07636804-X et 978-9-07636804-7, lire en ligne).
- (en) Corinne L. Hofman, « The Caribbean : Lesser Antilles », dans Encyclopedia of world archaeology, Elsevier Inc., 2007, p. 143-153.
- Knippenberg Sebastiaan, « Stone Artefact Production and Exchange Among the Lesser Antilles ». 2007, Amsterdam University Press (Pays-Bas), Vol. no 13, 144 p.,  (ISBN 978-9-0872-8008-6)  « Lire online »
- Bonnissent Dominique, « Archéologie précolombienne de l'île de Saint-Martin, Petites Antilles (3300 BC - 1600 AD) ». 2008, Thèse, Aix-en-Provence : Université Aix-Marseille-1, 918 p. Lire online

### Premiers chroniqueurs desXVIIeetXVIIIesiècles
- Anonyme de Carpentras, « Un flibustier français dans la mer des Antilles en 1618-1620 ». 1994, présenté par J.P. Moreau, éd. Payot & Rivages, Paris, 317p.  (ISBN 978-2-2288-9557-6)
- COPPIER Guillaume, « Histoire et voyage des Indes occidentales et de plusieurs régions maritimes esloignées ». avr 1645, éd. Jean Huguetan, Lyon, France, 182 p., « Lire en ligne »
- BRETON Raymond (R.P[1].), « Relations de l'île de la Guadeloupe… (1641 à 1651) ». 1647, (Réédition, 1978, Société d'Histoire de la Guadeloupe, Basse-Terre, Guadeloupe, p. 214,  (ISBN 2-90033-913-8))
- BRETON Raymond (R.P.), « Dictionnaire caraïbe-françois meslé de quantité de remarques historiques pour l'esclaircissement de la langue ». 1665, éd. Gilles Bouquet, Auxerre, France, 480 p.
- de SAINT-MICHEL Maurile (R.P.), « Voyage des Isles Camercanes en l'Amérique qui font partie des Indes Occidentales. Et…. ». 1652, Le Mans, Hierôme Olivier, 434 p.,
- Du TERTRE Jean-Baptiste (R.P.), « Histoire générale des Ant-Isles de l'Amérique habitées par des François ». 1654, 2e éd. 1667-1671, par Thomas Jolly, Paris, 4 tomes: tome I/590 p., tome II/506 p., tome III/??? p., tome IV/340 p.), (Rééditions sous le titre "Histoire générale des Antilles" : - 1958, par la Société d'Histoire de la Martinique, Fort-de-France, Martinique, édition CEP, no 40, 4 tomes). - 1973, par éd. des horizons caraïbes, Fort-de-France, Martinique, - 1978, Edouard Kolodziej, Édition et diffusion de la culture Antillaise, Fort-de-France, Martinique, Tome 2 (Contenant l'histoire naturelle): I-XXII + 23-551..
- de ROCHEFORT Charles (dit le "plagieur" de Jean-Baptiste Du Tertre), « Histoire Naturelle et Morale des isles Antilles de l'Amérique ». 1658, Rotterdam (Pays-Bas), 2°éd. 1724, Arnould Liers, Rotterdam (Pays-Bas), T1=Histoire naturelle 1-263p., T2=Histoire morale 264-527p.
- LABAT Jean-Baptiste (R.P.), « Voyage du père Labat aux isle de l'Amérique contenant: une exacte description de toutes ces isles ; des arbres, plantes, fleurs et fruits qu'elles produisent ; des animaux, oiseaux, reptiles et poissons qu'on y trouve; des habitants, de leurs mœurs et coutûmes, des manufactures et du commerce qu'on y fait; etc. (1693-1705) ». 1722, G. Cavelier, Paris, vol.1-6. (édité en 1724, La Haye (Pays-Bas), P. Lusson et al., en 2 volumes T1=360p., T2=540p.), (Rééditions abrégée du « Nouveau voyage aux Isles de l'Amérique (1693-1705) » ou « Voyage aux isles. Chronique aventureuse des Caraïbes (1693-1705) » : - Réédition 1742, par éd. Delespine, Paris. - 1972, par Éditions des horizons caraïbes, Fort-de-France. - 1993, par Phébus Libretto, Paris, - 1993, par Seghers, Paris, 302 p., Coll. Mémoire vive.
- Raynal Guillaume-Thomas-François (R.P.), « Histoire philosophique et politique des isles françoises dans les Indes Occidentales ». 1784, éd. J.P. Heubach & comp., Lausanne (Suisse), 355 p., « Lire online »

### Historiens desXVIIe,XVIIIe,XIXeetXXesiècles
- Boyer de Peyreleau Eugène Édouard, « Les Antilles françaises : particulièrement la Guadeloupe, depuis leur découverte jusqu'au 1er novembre 1823.… ». 1823, éd. Brissot-Thivars, Paris, Tome I: 419 p.: « Lire online », Paris Tome II (2e édition, 1825, éd. Ladvocat), 494 p. : « Lire online », Tome III, 530 p. : « Lire online »
- Hartog Johannes, « History of Sint Maarten and Saint Martin », 1981, Sint Maarten Jaycees, 176 p.
- Hartog Johannes, « The Forts of Sint Maarten and Saint Martin : The Historical Defences of a Binational Island ». 1994, ed. Walburg Pers [distr.], 119 p.,  (ISBN 9-06011891-X et 978-9-0601-1891-7)
- Hunt Gerard M., « Desperate in Saint Martin. Notes on Guillaume Coppier », octobre 2012, (en anglais), Ed. Trafford Publishing - Broché, 388 p.,  (ISBN 1-42690042-2 et 978-1-4269-0042-6)
- Lafleur Gérard, « Saint-Martin XVIIIe et XIXe siècles, étude socio-économique de la partie française de Saint-Martin, carrefour des Antilles », 1990, éd. Mairie de Saint-Martin (DOM)[2], p. 75, fac-sim., couv. ill. ; 21 cm, (BNF 35093149).
- Mathews T.G, « The spanish domination of St.Martin (1633-1648) ». 1969, Caribbean Studies, 9 (1).
- Parisis Denise & Henri, « Le siècle du sucre à Saint-Martin français ». 1994, Bulletin de la Société d'Histoire de la Guadeloupe no 99-102, p. 3-208. Imp. Lienhart, Aubenas, no 99 à no 102,  (ISSN 0583-8266)
- Pluchon Pierre, Abenon Lucien-René, « Histoire des Antilles et de la Guyane ». 1982, Privat, Toulouse, 480 p.,  (ISBN 2-7089-1691-2 et 978-2-7089-1691-3)
- Pluchon Pierre, « Histoire de la colonisation française. Le premier empire colonial, des origines à la Restauration ». 1991, éd. Fayard, Paris, 1114 p.
- Rossignol B. & Ph. « Les BEAUPERTHUY de Saint-Martin ». Généalogie et Histoire de la Caraïbe, no 199-janvier 2007. « Accès online »
- Schnakenbourg Christian. « L'industrie sucrière dans la partie française de Saint-Martin au XVIIIe siècle ». 1967, in Bulletin de la Société d'histoire de la Guadeloupe. vol.8: p. 12-25.  (ISSN 0583-8266)

## Nature

### Généralités
- Jospin Lionel, Voynet Dominique, « Décret no 98-802 du 3 septembre 1998 portant création de la réserve naturelle de Saint-Martin (Guadeloupe) ». Legifrance, « Lire online »
- Ladle Richard J., Whittaker Robert J., « Conservation Biogeography ». 2011, ed. John Wiley & Sons, Oxford (GB), 256 p.,  (ISBN 1-44439-001-5 et 978-1-4443-9001-8) « Lire online »
- MacArthur Robert H., Edward O.Wilson, « The Theory of Island Biogeography ». 1967, Princeton University Press, N.J. (États-Unis), 203 p.,  (ISBN 978-0-6910-8836-5), « Lire online »
- Whittaker Robert J., « Island Biogeography: Ecology, Evolution, and Conservation ». 1998, Oxford University Press, (GB), 285 p.,  (ISBN 978-0-1985-0020-9) « Lire online »

### Écosystème marin
- Bagnis R., Bourdeau P., « Facteurs de risque ciguatérique aux Antilles dans la région de Saint-Barthélémy, Saint-Martin et Anguilla ». 1989, Revue d'élevage et de médecine véterinaire des pays tropicaux, Volume: 42, no 3, pages: 393-410,  (ISSN 0035-1865). « Lire online »
- HUMANN Paul, « Invertébrés Coralliens. Identification : Floride, Caraïbes, Bahamas ». 2000, P.L.B. éditions, Guadeloupe, 208 p.,  (ISBN 2-912300-21-5)
- LOZET J-B., Pétron C., « Coquillages des Antilles ». 1977, Les éditions du pacifique, Paris, 138 p.,  (ISBN 2-85700-041-3)
- MORICE Jean, 1965, « Catalogue descriptif des poissons vénéneux du banc de Saint Barthelemy (Antilles françaises) ». Revue des Travaux de l'Institut des Pêches Maritimes, 0035-2276), vol.29; N.1: p. 1-130. « Lire online »
- PARLE Lionel & Christine, « Guide des Poissons Coralliens des Antilles ». 2011, P.L.B. éditions, Guadeloupe, 3e éd., 208 p.  (ISBN 978-2-3536-5076-7)
- PETIT LE BRUN Thierry, « Les Habitants du récif ». 2005, (Plaquette submersible bilingue, Français- Anglais), P.L.B. éditions, Guadeloupe,  (ISBN 2-912300-43-6)
- POINTIER J-P., Lamy D., « Guide des coquillages des Antilles ». 1998, P.L.B. éditions, Guadeloupe, 225 p.,  (ISBN 2-912300-02-9)
- SAFFACHE Pascal, 2003, « Saint-Martin et Saint-Barthélémy : état des milieux littoraux et recommandations pour une gestion durable ». Écologie et progrès, juillet, sfm éditions, Aménagement, environnement et développement dans les DOM TOM, no 3: p. 50-
- SUTTY Lesley, « Cent coquillages rares des Antilles ». 1984, Les éditions du Pacifique, Paris, 126 p.,  (ISBN 2-85700-202-5)

En anglais
- Abbott Tucker R., Percy A. Morris, « A Field Guide to Shells: Atlantic and Gulf Coasts and the West Indies ». 2001, Peterson Field Guide, Houghton Mifflin Harcourt, 512 p.,  (ISBN 0-61816-439-1 et 978-0-6181-6439-4)
- Coomans Henry E., « Antillean seashells : the 19th century watercolours of Caribbean molluscs painted by Hendrik van Rijgersma ». 1989, ed. De Walburg Pers, 191 p., Zutphen (Pays-Bas),  (ISBN 9-06011-616-X et 978-9-0601-1616-6)
- Greenberg Michael, « Fishwatcher's field guide : Carribbean ». 1979, Seahawk Press, Miami (États-Unis). « Voir online »
- Greenberg Michael, « Beachcomber's field guide : Carribbean ». 1979, Seahawk Press, Miami (États-Unis).
- Greenberg Michael, « Reefcomber's field guide : Carribbean ». 1982, Seahawk Press, Miami (États-Unis). « Voir online »
- HUMANN Paul, « Reef creature identification: Florida, Caribbean, Bahamas ». 1992, ed. Ned DeLoach, publisher New World Publications, printed by Vaughan Press, Orlando, Florida (États-Unis), vol. II, 320 p.  (ISBN 1878348019 et 978-1-8783-4801-2)
- HUMANN Paul, « Reef coral identification: Florida, Caribbean, Bahamas, including marine plants ». 1993, ed. Ned DeLoach, publisher New World Publications, printed by Vaughan Press, Orlando, Florida (États-Unis), vol. III, 239 p.  (ISBN 1878348035 et 978-1-8783-4803-6)
- HUMANN Paul, DeLoach Ned, « Reef fish behavior: Florida, Caribbean, Bahamas ». 1993, publisher New World Publications, printed by Vaughan Press, Orlando, Florida USA, vol. III, 359 p.  (ISBN 1878348280 et 978-1-8783-4828-9)
- KAPLAN Eugene H., Peterson Roger-Tory, « A Field Guide to Coral Reefs : Caribbean and Florida ». 1999, ed. Houghton Mifflin Harcourt (États-Unis), 320 p.  (ISBN 0618002111 et 978-0-6180-0211-5)
- SMITH C. Lavett, « National Audubon Society Field Guide to Tropical Marine Fishes : Of the Caribbean, the Gulf of Mexico, Florida, the Bahamas, and Bermuda ». 2008, Paw Prints, (États-Unis), 718 p.  (ISBN 1439504512 et 978-1-4395-0451-2)
- SUTTY Lesley, « Seashells of the Caribbean ». 1990, ed. MacMillan Education, Oxford (GB), 106 p.  (ISBN 0-33352-191-9 et 978-0-3335-2191-5)
- SUTTY Lesley, « Fauna of the Caribbean : The Last Survivors ». 1993, MacMillan Education, Oxford (GB), 88 p.  (ISBN 0-33355-877-4 et 978-0-3335-5877-5)

### Flore terrestre de l'île
- Ansel Dominique, Darnault Jean-Jacques, Longuefosse Jean-Louis, Jeannet Claude, « Plantes toxiques des Antilles ». 1989, Éditions Exbrayat, Fort-de-France, Martinique, 93 p.  (ISBN 2-905873-13-2)
- Bärtels Andreas, « Guide des plantes tropicales ». 1994, éd. Eugen Ulmer, Paris, 384 p.,  (ISBN 3-8001-3467-5)
- Beuze Renée, « La santé par les plantes des Antilles françaises ». 1990, éd. Désormaux, Pointe-à-Pitre, Guadeloupe, 80 p.,  (ISBN 978-2-85275-057-9)
- Descourtilz Michel-Etienne, « Flore pittoresques et médicale des Antilles, ou Traité des plantes usuelles des colonies françaises, anglaises, espagnoles et portugaises ». 1821 à 1829, éd. Pichard, Paris, 8 tomes (T1= 292 p., T2= 346 p., T3= 370 p., T4= 338 p., T5= 292 p., T6= 308 p., T7= 344 p., T8= 72 p.), (Réédition 1897, De Tastu), « Lire online »
- Duss Antoine (R.P.), « Flore phanérogamique des Antilles françaises ». 1897, Annales de l'Institut colonial de Marseille ; 4. année, 3. v., Macon : Protat frères, xxviii, 656 p., (Réédition: 1972, Soc. de Distribution et de culture, Fort-de-France, Martinique).
- Feldmann Philippe, BARRÉ Nicolas, 2001, « Atlas Des Orchidées Sauvages de la Guadeloupe ». Publications Scientifiques du MNHN, coédition Biotope & CIRAD, Paris, Patrimoines naturels, 48 : 228 p.,  (ISSN 1281-6213)  (ISBN 978-2-8761-4473-6 et 2-85653-534-8)
- Fournet Jacques, « Fleurs et plantes des Antilles ». 1975, Éditions du Pacifique, Papeete, Taihti.
- Fournet Jacques, « Flore illustrée des Phanérogames de Guadeloupe et de Martinique ». 1978, Paris, INRA[3], 1654 p. (réédition: 2002, Ed. CIRAD-Gondwana, La Trinité (Martinique), 2 volumes, 2538 p.).
- Fournet Jacques, Hammerton J.L. « Mauvaises herbes des petites Antilles ». 1991, INRA, Éditions Gardi, 214 p.
- Le Corre Gildas, André Exbrayat, « Fleurs des tropiques ». 1985, Éditions Exbrayat, Fort-de-France (Martinique), 173 p.,  (ISBN 2-905873-00-0)
- Longuefosse Jean-Louis, « Le Guide de Phytothérapie Créole ». 2006, éd. Orphie, Paris/La Réunion, 372 p.,  (ISBN 2-87763-350-0)
- Ouensanga Christiane, « Plantes médicinales et remèdes Créoles ». 1973 (1983), éd. Désormaux, Paris, 2 tomes.
- Patouillard N., Duss Antoine (R.P.) « Champignons de la Guadeloupe: recueillis par le R.P. Duss » 1901, Bulletin de la Société Mycologique, Paris, France, 2e série, 14 p.
- Plumier Charles (R.P.), « Description des plantes de l'Amérique ». 1693, éd. imprimerie royale, Paris. « Lire online »
- Plumier Charles (R.P.), « Nova plantarum americanarum genera ». 1703-1704, éd. Joannem Boudet, Paris. « Lire online »
- Portécop Jacques, Petit-Le-Brun Thierry, « Arbres indigènes des Antilles I » 2003, Tome I, PLB Éditions, imp. Partenaires Book - France, 64 p.,  (ISBN 2-912300-72-X)
- Portécop Jacques, Petit-Le-Brun Thierry, « Arbres indigènes des Antilles II » 2004, Tome II, PLB Éditions, imp. Partenaires Book - France, 64 p.,  (ISBN 978-2-3536-5003-3)
- Questel Adrien, « La flore de Guadeloupe. in: Géographie générale de la Guadeloupe et dépendances ». 1951, Géographie biologique, Le Charles, Paris, 327 p.
- Sastre Claude et Le Hir F., « Espèces végétales menacés de Guadeloupe et de Martinique : Bilan et perspectives ». 1997, Bull. Société Botanique du Centre-Ouest, no 19: p. 109-128.
- Sastre Claude, Breuil Anne, « Plantes, milieux et paysages des Antilles françaises : écologie, biologie, identification, protection et usages ». 2007, éd. Biotope, Mèze (France), Collection Parthénope, 672 p.,  (ISBN 2-914817-06-1 et 978-2-9148-1706-6)
- Stehlé Henri, « Flore de la Guadeloupe et dépendances : Essai d'écologie et de géographie botanique ». 1935, L'Imprimerie catholique, Basse-Terre, Guadeloupe, 282 p., (Réédition Calivran, 1978).
- Stehlé Henri & Madeleine, « Flore de la Guadeloupe et Dépendances : Essai d'écologie et de géographie botanique ». 1935, volume 1, Imprimerie catholique, 282 p., (2°édition, Calivran Reprints, 1978 - 278 p.)
- Stehlé Henri, « Flore descriptive des Antilles françaises : Les Orchidiales ». 1939, Imprimerie Officielle de la Martinique, Vol.1, 144 p.* Le Corre G., « Flore médicinales et pittoresques des Antilles ». éd. Courtinard, (Biblio Marigot L/633.88 DES)
- Stehlé Henri, « La végétation, l'évolution phyto-sociologique et le climax de l'îlot de Tintamarre ». 1954, École Nationale Agricole, Montpellier, France, (Annales),
- Rougemont B., « La végétation du littoral ». 1982, Ed.Parc naturel de Gpe, (Bibliothèque de Marigot L/582.14 ROU)

En anglais
- Boldingh Isaac, « The Flora of the Dutch West Indian Islands : St.Eustatius, Saba and St.Martin ». 1909, E.J. Brill, Leiden (Pays-Bas), (Réédition 2010, Biblio Bazaar, 558 p.)
- Coomans Henry E. & Coomans-Eustatia Maritza, « Flower from St.Martin. The 19th century watercolours of westindian plants painted by Dr Hendrik E. Van Rijgersma ». 1988, De Walburg Pers, Zutphen (Pays-Bas), 159 p.,  (ISBN 906011-587-2) « Aperçu online »
- Honychurch Penelope N., « Caribbean wild plants & their uses ». 1980, éd. The MacMillan Press Ltd, London GB, 166 P.,  (ISBN 0-333-40911-6)
- Howard Richard Alden, « Flora of the Lesser Antilles ». 1974-1989, ed. Harvard University, Arnold Arboretum, Cambridge, Mass., (États-Unis), 6 vol.,
- Stoffers A.L., « The vegetation of the Netherlands Antilles ». 1956, Drukkerij en uitgeversmaatschappij v/h Kemink en Zoon, (Pays-Bas), 142 p.
- Walker M. M., Hodge O., Homer F. & Johnson W., 2005, « A Guide to Common Plants of Anguilla ». The Anguilla National Trust and Biodiversity Conservation, Anguilla (West-Indies), 124 P.,  (ISBN 9768194456)

### Faune terrestre de l'île
- Gruner L., « Butterflies and insects of the caribbean ». 1979, Les éditions du Pacifique, 131 p.  (ISBN 2-85700-044-8)
- Holthius L.B., « Hendrik E. Van Rijgersma - a little-known naturalist of St.Martin' (Neth. Antilles) ». 1959, Stud. Fauna, Curaçao otho. Carib. Isl. vol.39: p. 69-78.
- Leblond Gilles, « Évaluation scientifique des vertébrés terrestres (amphibiens, reptiles, oiseaux et mammifères) des Étangs de Saint Martin ». 2005, 56 p., (Rapport non publié: BIOS).
- Marechal Patrick, « A la découverte des araignées des Antilles ». Mars 2011, P.L.B. éditions, Guadeloupe, 64 p.  (ISBN 978-2-35365-006-4)

#### Mammifères
- Genoways Hugh H., Pedersen Scott C., etc., « Bats of Saint-Martin, French West Indies / Sint Maarten (N.A.) ». 2007, in Sciences New York,  (ISSN 0327-9383), « Lire online »
- Hoagland D.B., Horst G.R., Kilpatrick C.W., « Biogeography and population biology of the mangoose in the West Indies ». 1989, in Biogeography of West Indies: Past, Present and futur. Sandhill Crane Press, Gainseville, Florida, ed. C.A. Wood, p. 611-634.
- McFarlane D.A., MacPhee R.D.E., Biknevicius A.R., « Body Size in Amblyrhiza inundata' (Rodentia : Caviomorpha, an Extinct Megafaunal Roden from the Anguilla Bank, West-Indies : Estimates and Implications ». 1993, Amer. Mus. Novitates. no 3079, 25 p.
- McFarlane D.A., MacPhee R.D.E., Ford D.C., « Body Size variability and a Sangamonian Extinction Model for "Amblyrhiza", a West Indian Megafaunal Rodent ». 1998, Quaternary Research, no 50: p. 80-89.

#### Reptiles et amphibiens
- Breuil Michel, « La rainette de Cuba : une espèce invasive à Saint-Barthélemy et à Saint-Martin ». 2001, Plaquette DIREN de Guadeloupe,
- Breuil Michel, « Histoire naturelle des Amphibiens et Reptiles terrestre de l'archipel Guadeloupéen: Guadeloupe, Saint-Martin, Saint-Barthélemy ». 2002, Patrimoines naturels, MNHN, Paris, 339 p.,  (ISSN 1281-6213),  (ISBN 2-85653-544-5) « Voir publication MNHN »
- Lorvelec Olivier, « Noms des espèces et sous-espèces, répartition et position systèmatique des espèces et sous-espèces d'Amphibiens et de Reptible observées en Guadeloupe ». 1994, Doc. AEVA, La Toto Bois: 1-8.
- MacLean W.P., « Reptiles and Amphibians of the Virgin Islands ». 1982, MacMillan Caribbean, London (GB), i-vii + 1-54.
- Powell R., Passaro R.J., Henderson R.W., « Noteworthy herpetological Records from Saint-Martin, Netherlands Antilles ». 1992, Carib. J. Sci., Vol.28: p. 234-235.
- Roughgarden J., Pacalas S.W., Rummel J.D., « Strong present-day competition between the Anolis lizard population of St.Maarten (Neth. Antilles) ». 1992, in Evolutionary Ecology, Blackwell Scientific Publications, ed. B. Shorrokcks, p. 203-220.

#### Oiseaux
- Benito-Espinal Edouard, « Oiseaux des petites Antilles ». 1990, éd. du Latanier, Saint-Barthelémy F.W.I, imp. SPPI Morangis, 128 p.,  (ISBN 2-9502284-5-3),  (ISSN 1147-3452)
- Benito-Espinal Edouard, Hautcastel Patricia, « Les Oiseaux des Antilles et leur nid ». 2003, P.L.B. éditions, Guadeloupe, 320 p.,  (ISBN 2-912300-22-3)
- Pinchon Robert (R.P.), « L'avifaune ancienne des Antilles française ». 1953, Bulletin de la société française d'histoire naturelle des Antilles. 2.
- Pinchon Robert (R.P.), « Faune des Antilles françaises: Les oiseaux ». 1976, éd. M. Ozanne & Cie. Fort-de-France, Martinique, 2e édition.

En anglais, espagnol, néerlandais
- Arlott Norman, « Birds of the West Indies » field guide. 2010, ed. Collins, 240 p.,  (ISBN 0-007-27718-0)
- (en) James Bond, Birds of the West Indies, Londres, Collin, 1974, 256 p. (ISBN 0-618-00210-3, lire en ligne)
- Brown Adam & Collier Natalia, « Occurrence of an overwintering Chestnut-sided Warbler (Dendroica pennsylvanica) on St Martin, Lesser Antilles ». 2003, Carib. J. Ornitho. no 16: p. 66–67.
- Brown Adam & Collier Natalia, « Recent colonization of St.Martin by the Scaly-breasted Thrasher (Margarops fuscus) ». 2003. Carib. J. Ornitho. no 16: p. 24–25.
- Brown Adam & Collier Natalia, « Terrestrial bird studies on St.Martin: winter of 2003, 2004, 2005 ». Riviera Beach, (États-Unis), Environmental Protection in the Caribbean, (Unpublished reports : EPIC[4] contribution 14, 24, 25).
- Brown Adam & Collier Natalia, « New and rare bird records from St Martin, West Indies ». 2004, Cotinga, no 25: p. 52–58.
- Brown Adam & Collier Natalia, « Waterbirds in Saint-Martin ». 2007, EPIC, BirdLife International, Cambridge (GB), « Lire online »
- Brown Adam & Collier Natalia, « Waterbirds in Sint Maarten ». 2007, EPIC, BirdLife International, Cambridge (GB), « Lire online »
- Brown Adam & Collier Natalia, « Important Bird Areas in the Caribbean – Saint-Martin ». 2008, EPIC, BirdLife International, « Lire online »
- Croxall P., Evans G.H. & Schreiber, R.W., « Status and conservation of the world’s seabirds ». Éd. Cambridge (GB): International Council for Bird Preservation (Techn. Publ. 2).
- Danforth, S.T. « Notes on the birds of St Martin and St.Eustatius ». Auk, no 47: p. 44–47.
- Evans Peter, « Birds of the Eastern Carribbean ». 1990, Macmillan Carribbean Press LTD, London (GB), 162 p.,  (ISBN 0-333-52155-2)
- Andries Hoogerwerf (en)/, « Notes on the birds of St Martin, Saba, and St Eustatius ». 1977, in Studies on the Fauna of Curaçao and other Caribbean islands, no 54 (176): p. 60–123.
- Raffaele Herbert A., « Birds of the West Indies ». 1998, Princeton University Press, 511 p.,  (ISBN 0-691-08736-9)
- Raffaele Herbert A., « Una guia a las, Aves de Puerto Rico y las Islas Virgenes ». 1989, ed. revisada, Publishing Ressources Inc., imp. Puerto-Rico, (États-Unis), 270 p.,  (ISBN 0-89825-000-5), « Lire sur Google-Books »
- Raffaele Herbert A., Wiley J., Garrido O., Keith A., Raffaele J., « A guide to the birds of the West Indies ». 1998, Princeton University Press, New Jersey (États-Unis).
- Rojer A., « Biological inventory of St Maarten ». 1997, Curaçao, Netherlands Antilles, Carmabi Foundation, (Unpublished report).
- Van Halewyn R., Norton R.L., « The status and conservation of seabirds in the Caribbean ». 1984, p. 169–222 in J. P.
- Voous K.H., « Het ornithologisch onderzoek van de Nederlandse Antillen tot 1951 ». 1954, Ardea, no 41: p. 23–34.
- Voous K.H., « The birds of St Martin, Saba and St. Eustatius ». 1955, Studies on the Fauna of Curaçao and other Caribbean island, vol.6, 82p.
- Voous K.H., « The birds of the Netherlands Antilles ». 1955, Curaçao: Uitg. Natuurwet, Werkgroep, Nederland Antilles.
- Voous K.H., « Birds of the Netherlands Antilles ». 1983, Zutphen, The Netherlands: De Walburg Pers.
- Voous K.H., Koelors H.J., « Check-list of the birds of St.Martin, Saba, and St. Eustatius ». 1967, Ardea, no 55: p. 115–137. « Lire online »

### Géologie
- Andreieff P., Bizon G. & Bouysse P., « Révision de l’âge des formations sédimentaires de l’île de Saint-Martin: Implications sur la chronologie du volcanisme de l’arc insulaire des Petites Antilles ». 1981, Paris, Académie des Sciences, Comptes Rendus, série 7, tome 25, no 6: p. 805-810.
- Andreieff P., « Stratigraphie et micropaléontologie des formations sédimentaires des îles du plateau insulaire d’Anguilla-Saint Barthélémy (Petites Antilles)' : Résumé, principaux résultats scientiﬁques et techniques ». 1982, Service Géologique National, [abs.]: BRGM, Rapport Annuel Scientiﬁque, p. 56-57.
- Andreieff P., Bonneton, J.R., Vila, J.M., and Westercamp, D., « Découverte de Paléocene supérieur à Anguilla, à l’extrémité nord de l’arc des Petites Antilles ». 1984, [abs.]: 10e Réunion Annuelle Sciences de la Terre à Bordeaux, France, Société Géologique de France (Paris), p. 15.
- Bonneton J.R., Vila J.M., « Données géologiques nouvelles à l'île de Saint-Martin' (Petites-Antilles) ». 1983, Bulletin de la Société Géologique de France, Vol.7, no 25: p. 867-871
- Bouysse, P., Andreieff P. & Westercamp, D., « Reconnaissance géologique de l’arc insulaire des Petites Antilles. Résultats d’une campagne à la mer de prélèvements de roches entre Sainte-Lucie et Anguilla ». 1979,(campagne ARCANTE 1), Bulletin du BRGM[5], Série IV: p. 227-270.
- Bouysse P., Garrarbé F., « Évolution technique néogène des îles calcaires de l'archipel de la Guadeloupe ». 1984, C.R. Académie des Sciences, Paris, Série II, no 298: p. 763-766.
- de Raynal A., « Carte géologique de la France à 1/50.000 : feuille de Saint-Martin, Tintamarre et notice explicative ». 1966, Département de la Guadeloupe, éd. BRGM, Paris,
- BRGM « Carte géologique de Saint-Martin à 1/50.000 et notice explicative ». 1989, éd. BRGM, Paris,  (ISBN 0120100827), (3600120100825) Acheter online
- Solomiac H., « La géologie et la métallogenie de l'île de Saint-Martin (zone Française) ». 1974, 7e Conférence Géologique des Caraïbes, Livret-Guide d'excursions dans les Antilles françaises, BRGM, Orléans (France), p. 95-108.
- Westercamp Denis, Andreieff P., 1983, « Saint-Barthélemy et ses îlets, Antilles françaises : stratigraphie, et évolution magmato-structurales ». Bull. Soc. géol. Fr. (7), no 25-6: p. 873-883.
- Westercamp D., Tazieff Haroun, « Guides géologiques régionaux : Martinique, Guadeloupe, Saint-Martin, La Désirade ». 1980, Paris, ed. Masson, 135 p.
- Westercamp Denis, Andreieff P., Bouysse P., etc., « Géologie de la ride d'Aves et des pentes sous-marines du nord des Petites-Antilles, esquisse bathymétrique au 1/100.000 de l'est Caraïbe ». 1985, Documents du BRGM, Paris, no 93, 146 p.
- Westercamp Denis, Andreieff P., Bouysse P., « Géologie de l'arc insulaire des Petites-Antilles et évolution géodynamique de l'est Caraïbe ». 1989, BRGM, Orléans, no 171, 385 p.
- Westercamp Denis, Andreieff P., Garrarbé F., Bonneton J.R., « Stratigraphie de l'île de Saint-Martin ». 1988, Géologie de la France, Revue no 2 article no 3: p. 71-88. « Lire online »

En anglais, néerlandais
- Christman R.A., « Geology of St-Bartholomew, St-Martin & Anguillab ». 1953, ed. Geol. Soc. America, Bull. USA,
- Davidson J.P., Boghossian N.D. & Wilson M., « The geochemistry of the igneous rock suite of St. Martin, Northern Lesser Antilles ». 1993, Journal of Petrology, vol.34: p. 839-866.
- Gustaaf Adolf Frederik Molengraaff, « De geologic van Nederlansch West Indies : Saba, St. Eustasius and St. Martin ». 1931, Leidsche Geologische Mededeelingen, (Pays-Bas), vol.no 5: p. 715-739.
- Staargaard J.A., « On igneous and metamorphic rocks and associated manganese iron ores of Netherlands St.Martin ». 1952, Koninkl. Akad. Wetensch.-Vol.55.
- Stephan J.F., etc., « Paleogeodynamic maps of the Caribbean : 14 steps from Lias to present ». 1990, Bull. Soc. géol. Fr. (vol.8), no 6: p. 915-919.

## Études: économie et société

### Ouvrages
- Association DEVECO, « Le développement économique de Saint-Martin ». 1994, édi. L'Harmattan, Paris, vol.4, de Sciences du développement, 93 p.,  (ISBN 2-7384-3009-0 et 978-2-7384-3009-0)
- BALY Leopold, "The Forgotten Holocaust--The Roots of Colonialism Deadlocks in French Caribbean Countries", 2011, Paperback, 257p., Lulu.Com., Product ID 18574131
- Boutroy Jean-Manuel, « Le développement des îles du Nord ». 1995, Bibliothèque universitaire de Pointe-à-Pitre, UAG[6], U.F.R. Sciences Juridiques et Economiques, 146 p., « Lire on line »
- GIRARD René, Ricœur Paul, Serres Michel, « Violence et Éducation : De la méconnaissance à l'action éclairée, Crise et anthropologie de la relation ». 2001, L'Harmattan, 414 p.,  (ISBN 2-29621316-2 et 978-2-2962-1316-6)
- GISTI[7], 1996, « Des étrangers sans droits dans une France bananière. Rapport de mission en Guyane et à Saint-Martin du 2 au 12 décembre 1995 ». « Lire online »
- GRAAL Miltiade, "Essai de topographie médicale de la partie française de l'Île Saint-Martin...", Thèse, Paris, 1835, 61p., "Lire online"
- HUNT Gérard M., "Rambling on Saint Martin--A Witnessing", 2013, Trafford Publishing, USA, 269p.,  (ISBN 978-1-4269-0046-4)
- JEFFRY Daniella, « 1963 - Année charnière à Saint-Martin ». 1978, House of Nehesi, Philipsburg, St. Martin, Caribbean, 249 p.,  (ISBN 0-913441-59-7)
- JEFFRY Daniella, « Saint-Martin: déstabilisation sociétale dans la Caraïbe française »
- JEFFRY Daniella, « Le Scandale Statutaire Sur L'Île de Saint-Martin ». 2006, l'Harmattan, Paris, 187 p.,  (ISBN 2296005632 et 978-2-2960-0563-1)
- Lake Joseph H., « The Republic of St. Martin ». 2000, House of Nehesi, Philipsburg, St. Martin, Caribbean, 90 p.,  (ISBN 0-91344144-9 et 978-0-9134-4144-2)
- MARTINEZ Pierre, « Langues et société aux Antilles : Saint-Martin ». Paris, Maisonneuve et Larose, 1994,223 p.,  (ISBN 2-7068-1142-0)
- MONNIER Yves, « L'Immuable et le changeant, étude de la partie française de l'île de Saint-Martin ». Îles et archipels, 1, CRET Bordeaux III & CEGET-CNRS[8], Talence, France, 1983, 125 p.,  (ISBN 2-905081-00-7),  (ISSN 0758-864X), (BNF 34755616)d. [lire en ligne]
- MORIAME Éric, PITOT Sandrine, 2006, « Atlas des populations immigrées en Guadeloupe ». INSEE Antilles-Guyane, ACSÉ[9], 31 p.,  (ISBN 2-11-063102-3 et 978-2-1106-3102-2), [lire en ligne]
- RASPAIL Jean, « Secouons le cocotier ». 1973, éd. Robert Laffont, Paris, 360 p.,  (ISBN 978-2221001264)
- ROMNEY Robert, « St. Martin Talk : Words, phrases, sayings & general communication terms ». House of Nehesi, Philipsburg, St. Martin, Caribbean,  (ISBN 978-0-913441-82-4)
- SENERS François, « Saint-Martin, Saint-Barthélemy : quel avenir pour les îles du nord de La Guadeloupe ? ». 1999, Rapport à Monsieur le Secrétaire d’État à l’outre-mer, décembre, 64 p.
- Seymour Jean-Jacques, « La Caraïbe face à la mondialisation: géopolitique Caraïbe d'un déséquilibre ». 1998, Ibis Rouge Éditions, Guyane Française, 192 p.,  (ISBN 2-84450047-1 et 978-2-8445-0047-2)
- Sypkens-Smit Menno P., « Beyond the tourist trap : a study of Sint Maarten culture ». 1995, Natuurwetenschappelijke Studiekring voor het Caraïbisch Gebied, vol no 136, 262 p.,
- Thirioux S., « Les problèmes posés par l'administration des îles de Saint Martin et Saint Barthelémy ». 1965, Thèse à l'université de Toulouse, France.
- Association DEVECO, « Le développement économique de Saint-Martin ». 1994, coll. Sciences du développement, L'Harmattan, Paris, no 4, troisième trimestre, 96 pages.  (ISBN 2-7384-3009-0 et 978-2-7384-3009-0)

### Articles ou Extraits
- AUDEBERT Cédric, 2003, « Saint-Martin, un pôle d’attraction migratoire dans la Caraïbe : contexte, logiques et insertion économique ». Écologie et progrès, juillet, sfm éditions, Aménagement, environnement et développement dans les DOM TOM, no 3: p. 24-34
- CAZENAVE Jacques, « La nouvelle population de Saint-Martin ». in AntianÉco, INSEE[10] Guadeloupe, septembre 1987, no 4: p. 25-27.
- CAZENAVE Jacques, « Cap sur les Îles-du-Nord de la Guadeloupe : l'explosion de Saint-Martin ». mars 1992, in AntianÉco, INSEE Guadeloupe, no 17: p. 13-15. « Lire online »
- CHARDON Jean-Pierre et HARTOG Thierry, 1995, « Saint-Martin ou l’implacable logique touristique ». Les Cahiers d’Outre-mer, Bordeaux, no 189, janvier-mars, p. 21-34.
- DUVAT Virginie, « Le système du risque à Saint-Martin (Petites Antilles françaises) ». 2008, in Revue Développement Durable et Territoires, Dossier 11 : Catastrophes et Territoires, 06 novembre,  (ISSN 1772-9971), « Lire online »
- GARGANI Julien, « Prévenir les catastrophes naturelles ou alibi de réorganisation urbaine en faveur des plus riches ? ». 2019, in Revue du Mauss Permanente, 28 octobre 2019, « Lire en ligne »
- Hardy-Dessources R., 1990, « Le Réve Domien des Immigrants ». AntianÉco, no 14, art.5, p. 13-16, « Lire online »
- MARIE Claude-Valentin, « Saint-Martin l'indocile ». 1992, in AntianÉco, INSEE, Guadeloupe, septembre, no 19: p. 26-28.
- NICOLAS Thierry, « Le fragile équilibre d’une île-carrefour : Saint-Martin ». 2005, in : BERNADIE-TAHIR, N. et TAGLIONI, F., dir. — Les dynamiques contemporaines des îles-relais : De l’île escale aux réseaux insulaires, Actes du colloque des 12 et 13 septembre 2003. Paris : Karthala, p. 163-180.
- REDON Marie, « Saint-Martin/Sint-Maarten, une petite île divisée pour de grands enjeux ». 2006, Les Cahiers d’Outre-Mer, no 234: p. 233-266. « Lire online »
- RENARD François, « La loi Pons et ses avatars » et « Les DOM-TOM rêvent d'éthique ». 1994, in "Le Monde" (journal), Paris, n° du 3 mai.
- SANGUIN André-Louis, « Saint-Martin, les mutations d'une île franco-néerlandaise des Antilles ». 1982, in Bulletin d'information du CENADDOM, octobre-novembre-décembre, no 68: p. 78-89. et in Les Cahiers d'Outre-Mer, vol.35 no 138: p. 123-140.
- « La Région participe au développement de Saint-Martin ». 1994, in Agir : Le magazine de la région Guadeloupe, Communication Presse Édition, juillet, no 2: p. 10.
- « Tourisme, diversifier l'offre ». 1994, in Le Moci, 6 juin, p. 64-67 (dossier Antilles).

## Autres études
- Battistini R., Hinschberger F., « Cordons et lagunes du littoral de Saint-Martin (Antilles françaises), Dynamique et problème d’aménagement ». 1994, in : R. Maire, S. Pomel et J.-N. Salomon (dir.) – Enregistreurs et indicateurs de l’évolution de l’environnement en zone tropicale, Espaces Tropicaux no 13, Presses Universitaires de Bordeaux, p. 331-344.
- Bermond G. & Chaperon P., « La crue du 15 septembre 1975 (Cyclone Eloïse) à Saint-Martin ». ORSTOM[11], Fort-de-France, Martinique, octobre 1975.
- Glassock Jean, « The making of an island : Sint Maarten - Saint Martin ». 1985, Self-Published, Wellesley, MA (États-Unis), 51 p.
- Helle Henri, « L'aventure de l'île Saint-Martin ». 1994, Édition no 1, Paris, 294 p.,  (ISBN 2-86391615-7 et 978-2-8639-1615-5)
- Hodge Charles Borromeo, Richardson Roland, « Songs & Images of St. Martin ». 1997, House of Nehesi Publishers, Philipsburg, St. Martin, Caribbean, 152 pages,  (ISBN 0-91344124-4 et 978-0-9134-4124-4)
- IGN, « Carte de Randonnée au 1:25.000, St.Martin & St.Barthélemy no 4606GT ». éd. 2002, IGN Paris, TOP 25, Série Bleue, « Commander online »
- Kruythoff S.J, « The Netherland Windward Islands: Saba, St.Eustatius, St.Maarten ». 1964, Oranjestad (Aruba), De Wit Inc.

## Guides touristiques
- Kruythoff S.J., « The Netherlands Windward Islands, and a few interesting items on French St. Martin: An handbook of useful information for visitors as well as residents ». 1939, Antigua.
- Hartog Johannes, « St. Maarten, Saba, St. Eustatius ». 1978, éd. De Wit Stores N.V., Aruba (Antilles Néerlandaises), 98 p.,
- Renault Jean-Michel, Barnard Simon, « Bonjour St Martin: guide touristique et pratique ». 1987, Éditions du Pélican, Montpellier, France, 132 pages,  (ISBN 2-90369604-7 et 978-2-9036-9604-7)
- Adkins Leonard M. « A Walking Guide to the Caribbean: From the Virgin Islands to Martinique ». 1987, Johnson Books, 172 p., (réédition: Hunter Publishing Inc. (USA), 1998, 312 p.).
- Auzias Dominique, « Le petit futé : Saint-Martin et Saint-Barthelémy ». 2009, Nouvelles éditions de l'Université, Paris, p. 258,  (ISBN 2-74691986-9)  « Lire online »